# Elezioni politiche in Italia del 1948 per circoscrizione (Senato della Repubblica)
Le elezioni politiche italiane del 1948 nelle circoscrizioni del Senato della Repubblica videro i seguenti risultati.

## Risultati

### Circoscrizione Piemonte
| Liste                          | Voti      | %     | Seggi |
| ------------------------------ | --------- | ----- | ----- |
| Democrazia Cristiana           | 966 155   | 46,74 | 8     |
| Fronte Democratico Popolare    | 665 333   | 32,19 | 6     |
| Unità Socialista               | 221 144   | 10,70 | 2     |
| Blocco Nazionale               | 127 326   | 6,16  | –     |
| Partito dei Contadini d'Italia | 61 258    | 2,96  | –     |
| Indipendenti                   | 20 336    | 0,98  | 1     |
| Partito Nazionale Monarchico   | 5 621     | 0,27  | –     |
| Totale                         | 2 067 173 | 100   | 17    |

### Circoscrizione Lombardia
| Liste                                            | Voti      | %     | Seggi |
| ------------------------------------------------ | --------- | ----- | ----- |
| Democrazia Cristiana                             | 1 854 116 | 53,77 | 18    |
| Fronte Democratico Popolare                      | 1 166 142 | 33,82 | 10    |
| Unità Socialista - Partito Repubblicano Italiano | 364 177   | 10,56 | 3     |
| Blocco Nazionale                                 | 58 384    | 1,69  | –     |
| Indipendenti                                     | 5 734     | 0,17  | –     |
| Totale                                           | 3 448 553 | 100   | 31    |

### Circoscrizione Trentino-Alto Adige
| Liste                         | Voti    | %     | Seggi |
| ----------------------------- | ------- | ----- | ----- |
| Democrazia Cristiana          | 179 564 | 52,30 | 4     |
| Partito Popolare Sud Tirolese | 95 406  | 27,79 | 2     |
| Fronte Democratico Popolare   | 35 467  | 10,33 | –     |
| Partito Repubblicano Italiano | 23 856  | 6,95  | –     |
| Blocco Nazionale              | 6 135   | 1,79  | –     |
| Altri                         | 2 932   | 0,85  | –     |
| Totale                        | 343 360 | 100   | 6     |

### Circoscrizione Veneto
| Liste                                            | Voti      | %     | Seggi |
| ------------------------------------------------ | --------- | ----- | ----- |
| Democrazia Cristiana                             | 1 154 450 | 61,84 | 14    |
| Fronte Democratico Popolare                      | 446 714   | 23,93 | 4     |
| Unità Socialista                                 | 93 884    | 5,03  | 1     |
| Unità Socialista - Partito Repubblicano Italiano | 88 528    | 4,74  | –     |
| Blocco Nazionale                                 | 69 697    | 3,73  | –     |
| Indipendenti                                     | 13 669    | 0,73  | –     |
| Totale                                           | 1 866 942 | 100   | 19    |

### Circoscrizione Friuli-Venezia Giulia
| Liste                                            | Voti    | %     | Seggi |
| ------------------------------------------------ | ------- | ----- | ----- |
| Democrazia Cristiana                             | 288 200 | 61,51 | 4     |
| Fronte Democratico Popolare                      | 101 824 | 21,73 | 1     |
| Unità Socialista - Partito Repubblicano Italiano | 62 462  | 13,33 | 1     |
| Blocco Nazionale                                 | 14 128  | 3,02  | –     |
| Indipendenti                                     | 1 947   | 0,42  | –     |
| Totale                                           | 468 561 | 100   | 6     |

### Circoscrizione Liguria
| Liste                                            | Voti    | %     | Seggi |
| ------------------------------------------------ | ------- | ----- | ----- |
| Democrazia Cristiana                             | 408 561 | 45,84 | 4     |
| Fronte Democratico Popolare                      | 351 395 | 39,42 | 3     |
| Unità Socialista - Partito Repubblicano Italiano | 92 625  | 10,39 | –     |
| Unità Socialista                                 | 21 474  | 2,41  | 1     |
| Blocco Nazionale                                 | 17 300  | 1,94  | –     |
| Totale                                           | 891 355 | 100   | 8     |

### Circoscrizione Emilia-Romagna
| Liste                         | Voti      | %     | Seggi |
| ----------------------------- | --------- | ----- | ----- |
| Fronte Democratico Popolare   | 963 274   | 50,58 | 9     |
| Democrazia Cristiana          | 602 925   | 31,66 | 6     |
| Unità Socialista              | 173 774   | 9,13  | 1     |
| Partito Repubblicano Italiano | 97 427    | 5,12  | 1     |
| Blocco Nazionale              | 36 881    | 1,94  | –     |
| Indipendenti                  | 30 020    | 1,58  | –     |
| Totale                        | 1 904 301 | 100   | 17    |

### Circoscrizione Toscana
| Liste                         | Voti      | %     | Seggi |
| ----------------------------- | --------- | ----- | ----- |
| Fronte Democratico Popolare   | 787 010   | 46,14 | 7     |
| Democrazia Cristiana          | 693 715   | 40,67 | 7     |
| Unità Socialista              | 101 096   | 5,93  | 1     |
| Partito Repubblicano Italiano | 91 336    | 5,36  | –     |
| Blocco Nazionale              | 32 389    | 1,90  | –     |
| Totale                        | 1 705 546 | 100   | 15    |

### Circoscrizione Umbria
| Liste                         | Voti    | %     | Seggi |
| ----------------------------- | ------- | ----- | ----- |
| Fronte Democratico Popolare   | 145 544 | 37,24 | 3     |
| Democrazia Cristiana          | 139 445 | 35,68 | 3     |
| Indipendenti                  | 57 714  | 14,77 | –     |
| Partito Repubblicano Italiano | 23 431  | 6,00  | –     |
| Unità Socialista              | 19 201  | 4,91  | –     |
| Blocco Nazionale              | 5 482   | 1,40  | –     |
| Totale                        | 390 817 | 100   | 6     |

### Circoscrizione Marche
| Liste                         | Voti    | %     | Seggi |
| ----------------------------- | ------- | ----- | ----- |
| Democrazia Cristiana          | 326 232 | 48,35 | 4     |
| Fronte Democratico Popolare   | 230 794 | 34,20 | 2     |
| Partito Repubblicano Italiano | 94 534  | 14,01 | 1     |
| Blocco Nazionale              | 23 190  | 3,44  | –     |
| Totale                        | 674 750 | 100   | 7     |

### Circoscrizione Lazio
| Liste                         | Voti      | %     | Seggi |
| ----------------------------- | --------- | ----- | ----- |
| Democrazia Cristiana          | 798 720   | 52,90 | 10    |
| Fronte Democratico Popolare   | 406 966   | 26,96 | 5     |
| Partito Repubblicano Italiano | 120 650   | 7,99  | 1     |
| Blocco Nazionale              | 57 019    | 3,78  | –     |
| Movimento Sociale Italiano    | 46 485    | 3,08  | –     |
| Unità Socialista              | 37 111    | 2,46  | –     |
| Partito Nazionale Monarchico  | 26 504    | 1,76  | –     |
| Indipendenti                  | 16 292    | 1,08  | –     |
| Totale                        | 1 509 747 | 100   | 16    |

### Circoscrizione Abruzzo
| Liste                         | Voti    | %     | Seggi |
| ----------------------------- | ------- | ----- | ----- |
| Democrazia Cristiana          | 331 437 | 57,00 | 4     |
| Fronte Democratico Popolare   | 157 445 | 27,08 | 2     |
| Blocco Nazionale              | 51 915  | 8,93  | –     |
| Unità Socialista              | 28 580  | 4,91  | –     |
| Partito Repubblicano Italiano | 12 130  | 2,09  | –     |
| Totale                        | 581 507 | 100   | 6     |

### Circoscrizione Molise
| Liste                         | Voti    | %     | Seggi |
| ----------------------------- | ------- | ----- | ----- |
| Democrazia Cristiana          | 80 697  | 43,82 | 2     |
| Blocco Nazionale              | 35 290  | 19,16 | –     |
| Indipendenti                  | 23 536  | 12,78 | –     |
| Fronte Democratico Popolare   | 20 886  | 11,34 | –     |
| Partito Nazionale Monarchico  | 13 104  | 7,12  | –     |
| Movimento Sociale Italiano    | 5 572   | 3,03  | –     |
| Partito Repubblicano Italiano | 5 072   | 2,75  | –     |
| Totale                        | 184 157 | 100   | 2     |

### Circoscrizione Campania
| Liste                                            | Voti      | %     | Seggi |
| ------------------------------------------------ | --------- | ----- | ----- |
| Democrazia Cristiana                             | 818 255   | 46,42 | 11    |
| Fronte Democratico Popolare                      | 336 172   | 19,07 | 4     |
| Blocco Nazionale                                 | 211 096   | 11,98 | 2     |
| Indipendenti                                     | 166 768   | 9,46  | 2     |
| Partito Nazionale Monarchico                     | 112 920   | 6,41  | 1     |
| Movimento Sociale Italiano                       | 41 736    | 2,37  | 1     |
| Unità Socialista                                 | 37 048    | 2,10  | –     |
| Movimento Nazionalista per la Democrazia Sociale | 17 617    | 1,00  | –     |
| Partito Repubblicano Italiano                    | 16 198    | 0,92  | –     |
| Partito dei Contadini d'Italia                   | 4 728     | 0,27  | –     |
| Totale                                           | 1 762 538 | 100   | 21    |

### Circoscrizione Puglia
| Liste                         | Voti      | %     | Seggi |
| ----------------------------- | --------- | ----- | ----- |
| Democrazia Cristiana          | 604 653   | 45,27 | 8     |
| Fronte Democratico Popolare   | 356 237   | 26,67 | 5     |
| Blocco Nazionale              | 164 884   | 12,35 | 1     |
| Indipendenti                  | 79 838    | 5,98  | 1     |
| Partito Nazionale Monarchico  | 47 936    | 3,59  | –     |
| Unità Socialista              | 44 159    | 3,31  | –     |
| Partito Repubblicano Italiano | 25 935    | 1,94  | –     |
| Movimento Sociale Italiano    | 11 980    | 0,90  | –     |
| Totale                        | 1 335 622 | 100   | 15    |

### Circoscrizione Basilicata
| Liste                        | Voti    | %     | Seggi |
| ---------------------------- | ------- | ----- | ----- |
| Democrazia Cristiana         | 123 057 | 49,01 | 3     |
| Fronte Democratico Popolare  | 63 394  | 25,25 | 2     |
| Unità Socialista             | 31 218  | 12,43 | 1     |
| Indipendenti                 | 21 062  | 8,39  | –     |
| Blocco Nazionale             | 9 878   | 3,93  | –     |
| Partito Nazionale Monarchico | 2 474   | 0,99  | –     |
| Totale                       | 251 083 | 100   | 6     |

### Circoscrizione Calabria
| Liste                                            | Voti    | %     | Seggi |
| ------------------------------------------------ | ------- | ----- | ----- |
| Democrazia Cristiana                             | 351 963 | 44,38 | 5     |
| Fronte Democratico Popolare                      | 239 996 | 30,26 | 3     |
| Blocco Nazionale                                 | 121 535 | 15,33 | 2     |
| Indipendenti                                     | 61 485  | 7,75  | –     |
| Movimento Nazionalista per la Democrazia Sociale | 9 535   | 1,20  | –     |
| Partito Repubblicano Italiano                    | 7 438   | 0,94  | –     |
| Unità Socialista                                 | 1 052   | 0,13  | –     |
| Totale                                           | 793 004 | 100   | 10    |

### Circoscrizione Sicilia
| Liste                         | Voti      | %     | Seggi |
| ----------------------------- | --------- | ----- | ----- |
| Democrazia Cristiana          | 895 540   | 46,69 | 12    |
| Fronte Democratico Popolare   | 390 843   | 20,38 | 5     |
| Partito Nazionale Monarchico  | 184 951   | 9,64  | 2     |
| Blocco Nazionale              | 124 215   | 6,48  | 1     |
| Unità Socialista              | 110 209   | 5,75  | 1     |
| Partito Repubblicano Italiano | 76 171    | 3,97  | 1     |
| Movimento Sociale Italiano    | 58 319    | 3,04  | –     |
| Unione Movimenti Federalisti  | 42 880    | 2,24  | –     |
| Indipendenti                  | 35 003    | 1,82  | –     |
| Totale                        | 1 918 131 | 100   | 22    |

### Circoscrizione Sardegna
| Liste                       | Voti    | %     | Seggi |
| --------------------------- | ------- | ----- | ----- |
| Democrazia Cristiana        | 257 348 | 49,84 | 3     |
| Fronte Democratico Popolare | 103 686 | 20,08 | 1     |
| Partito Sardo d'Azione      | 65 743  | 12,73 | 1     |
| Blocco Nazionale            | 55 675  | 10,78 | 1     |
| Unità Socialista            | 23 269  | 4,51  | –     |
| Indipendenti                | 10 635  | 2,06  | –     |
| Totale                      | 516 356 | 100   | 6     |

### Circoscrizione Valle d'Aosta
| Liste                                        | Voti   | %     | Seggi |
| -------------------------------------------- | ------ | ----- | ----- |
| Democrazia Cristiana                         | 24 607 | 56,20 | 1     |
| Fronte Democratico Progressista Repubblicano | 13 479 | 30,78 | –     |
| Concentrazione Rurale Indipendente Aosta     | 2 868  | 6,55  | –     |
| Unione Socialista Indipendente               | 2 833  | 6,47  | –     |
| Totale                                       | 43 787 | 100   | 1     |